# János Reznák
János Reznák (ur. 12 grudnia 1930 w Ceglédzie, zm. 11 czerwca 1988 tamże) – węgierski zapaśnik walczący w stylu wolnym. Dwukrotny olimpijczyk. Szósty w Rzymie 1960 i dziesiąty w Tokio 1964. Walczył w kategorii 87 kg- open.
Brązowy medalista mistrzostw świata w 1963, czwarty w 1961 roku.
- Turniej w Rzymie 1960

Wygrał z Williamem Kerslake z USA, Rayem Mitchellem z Australii, Kenem Richmondem z Wielkiej Brytanii i zremisował z Lutwim Achmedowem z Bułgarii.
- Turniej w Tokio 1964

Pokonał Cerendonojna Sandżaa z Mongolii, a przegrał z Lutwim Achmedowem z Bułgarii i Aleksandrem Iwanickim z ZSRR.